# 東京聖文舎
東京聖文舎（とうきょうせいぶんしゃ）は、ルーテル派系のキリスト教出版社、書店。2008年8月1日に自己破産手続。日本のキリスト教界人口は少なく、出版業界全体の不況により、経営難に陥った。キリスト教出版社の中では大手であり、キリスト教出版界売上第2位であった。